# Naevus sebaceus

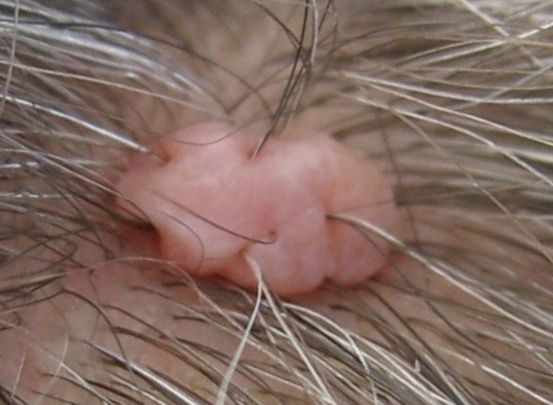
Naevus sebaceus auf der Kopfhaut

Ein Naevus sebaceus, auch Talgdrüsennävus oder Naevus sebaceus Jadassohn genannt, ist eine Hautveränderung, die meist im Gesicht oder an der behaarten Kopfhaut auftritt.
Eine Kombination mit einem Naevus spilus findet sich bei der Phakomatosis pigmentokeratotica.

## Epidemiologie
Es handelt sich um eine mittelhäufig auftretende Erkrankung. Sie ist meist angeboren und kann sich in der Pubertät zurückbilden, tritt allerdings zuweilen noch im zweiten oder dritten Lebensjahrzehnt auf. Talgdrüsennävi treten auch beim Schimmelpenning-Feuerstein-Mims-Syndrom auf.

## Klinik
Ein Naevus sebaceus ist typischerweise gelblich bis rötlich gefärbt und hat eine glatte oder feingefurchte, papillomatöse Oberfläche. Meistens fehlen die Haare in diesem Bereich vollständig. Es besteht eine Assoziation mit der Aplasia cutis congenita.

## Prognose
In seltenen Fällen kann sich ein Naevus sebaceus zu einem Basaliom oder zu einem anderen bösartigen Tumor entwickeln.